# Bolinus
Bolinus — род хищных тропических морских брюхоногих моллюсков. Относится к подсемейству Muricinae семейства Иглянки (Muricidae). Этот род известен в летописи окаменелостей от миоцена до плиоценового периода (возрастной диапазон: от 15,97 до 2,588 млн лет назад). Ископаемые раковины этого рода были найдены на Кипре, в Австрии, Италии и Турции.
Некоторые виды этих моллюсков были известны с древних времен как источник пурпурного красителя, а также как популярный источник пищи.

## Описание
Раковины взрослых особей из рода Bolinus могут достигать размера около 60-200 миллиметров. Обычно они бледно- или золотисто-коричневые, толстые и колючие, с длинным и прямым сифональным каналом и округлым и широким оборотом тела.

## Распространение
Улитки этого рода в основном обитают вдоль атлантического побережья Африки и в Средиземном море.

## Среда обитания
Они обитают на мелководье и предпочитают гравийный или каменистый субстрат.

## Виды
В настоящее время следующие виды относят к роду Bolinus согласно Всемирному реестру морских видов:
- † Bolinus beyrichi (Koenen, 1889)
- Bolinus brandaris (Linnaeus, 1758)
- Bolinus cornutus (Linnaeus, 1758)
- † Bolinus egerensis (Gábor, 1936)
- † Bolinus submuticus (Grateloup, 1846)
- † Bolinus subtorularius (Hoernes & Auinger, 1885)
- † Bolinus verefusoides (Cossmann & Peyrot, 1924)